# É (templo)

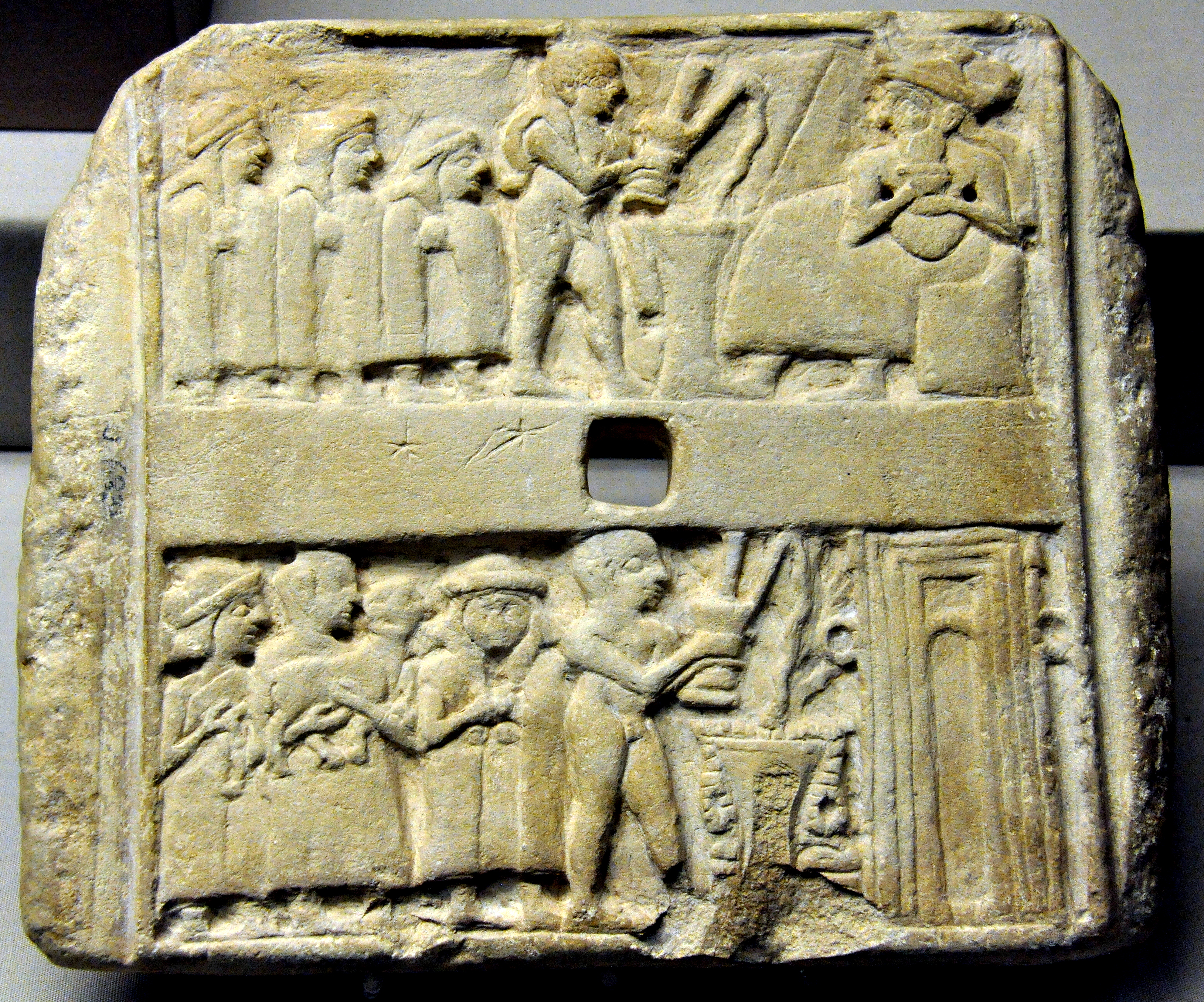
Placa de parede mostrando libações de devotos e um sacerdote nu, para um deus sentado e um templo. Ur, 2500 a.C.

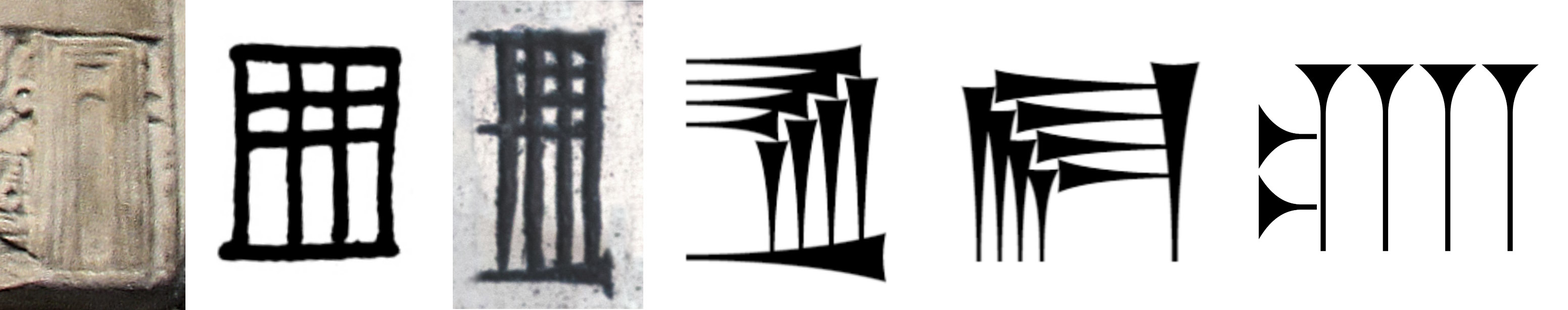
Evolução da palavra "Templo" (sumério: "É") em escrita cuneiforme, de um relevo de 2500 a.C. em Ur, para a escrita cuneiforme assíria por volta de 600 a.C.

Forma neoassíria do sinal É

É (cuneiforme: 𒂍 ) é a palavra ou símbolo sumério para casa ou templo.
O termo sumério É.GAL (𒂍𒃲, "palácio", literalmente "casa grande") denotava o edifício principal de uma cidade. É.LUGAL (𒂍𒈗, "casa do rei") era usado como sinónimo. Nos textos de Lagash, o É.GAL é o centro da administração do ensi da cidade e o local dos arquivos da cidade.O sumério É.GAL é a provável etimologia de palavras semíticas para "palácio, templo", como o hebraico היכל heikhal, e o árabe هيكل haykal . Assim, especulou-se que a palavra É se originou de algo semelhante a *hai ou *ˀai, especialmente porque o sinal cuneiforme È é usado para /a/ em Eblaite .
O termo TEMEN (𒋼) que aparece frequentemente depois de É em nomes de zigurates é traduzido como "estacas de fundação", aparentemente o primeiro passo no processo de construção de uma casa; compare, por exemplo, os versículos 551–561 do relato da construção de E-ninnu:

## Lista de templos específicos
- E-ab-lu-a - 𒂍𒀖𒇻𒀀, (Casa com gado abundante) templo de Suen em Urum
- E-ab-šag-a-la - 𒂍𒀊𒊮𒀀𒇲, (Casa que se estende sobre o meio do mar) templo de Ninmarki em Gu-aba
- E-abzu - 𒂍𒍪𒀊, "templo do abzu" (também E-engura "Casa das águas subterrâneas") templo de Enki em Eridu.

- E-ad-da - 𒂍𒀜𒁕, templo de Enlil
- E-akkil - 𒂍𒃰𒋺𒋛, (Casa da lamentação) templo de Ninshubur em Akkil
- E-am-kur-kurra - 𒂍𒆳, "templo do senhor das terras" de Bēl em Assur
- E-dama-geštin "mãe do vinho"
- E-ama-lamma
- E-da-mal, templo na Babilónia
- E-amaš-azag, "templo do redil brilhante" in Dur-ilu
- E-ana (Casa do Céu) templo de Inanna em Uruk
- E-an-da-di-a, o zigurate de Akkad
- E-an-ki, "templo do céu e da terra"
- E-a-nun, templo de Lugal-girra
- E-an-za-kar "templo do pilar"
- E-a-ra-li "templo do submundo"
- E-a-ra-zu-giš-tug "templo da audição das preces"
- E-das-dmaḫ "templo do deus supremo"
- E-das-ra-tum "templo da deusa Ashratum"
- E-babbar (Casa Brilhante) templo de Utu em Larsa
- E-bara-igi-e-di "templo das maravilhas", zigurate de Dumuzi na Acádia
- E-bagara
- E-dbau, templo da deusa Bau em Lagash
- E-belit-mati "templo da mãe do mundo"
- E-bur-sigsig (Casa com belas taças) templo de Shara em Umma
- E-dbur-dsin, templo do rei deificado Bur-Sin em Ur
- E-dam, construído por Ur-Nanshe em Lagash
- E-dara-an-na "templo das trevas do céu"
- E-di-kud-kalam-ma "templo do juiz do mundo"
- E-Dilmuna "templo de Dilmun" em Ur
- E-dim-an-na "templo do vínculo do céu", construído por Nabucodonosor para Sin
- E-dim-gal-abzu em Lagash
- E-dim-gal-kalama (Casa que é o grande pólo da Terra) templo para Ishtaran em Der
- E-du-azaga "templo do santuário brilhante", para Marduk
- E-du-kug (Casa da pilha) em Eridu, Nippur
- E-dub (armazenamento) templo para Zababa em Kish (Suméria)
- E-dubba, escolas de escribas
- E-duga
- E-dumi-zi-abzu, para Dumuzi-abzu, destruído na época de Urukagina
- E-ddun-gi, templo ao rei deificado Dungi
- E-dur-gi-na "templo da morada duradoura", construído por Nabucodonosor
- E-de-a, santuário de Ea (Enki) em Corsabad construído por Sargão.
- E-engura (Casa das águas subterrâneas, também "E-abzu") templo de Enki em Eridu
- E-ešdam-kug em Girsu
- E-gida (Casa longa) templo de Ninazu em Enegir
- E-gud-du-shar (Casa com numerosos bois perfeitos) templo de Ningublaga em Ki-abrig
- E-ĝa-duda (Casa, câmara do monte) templo de Shu-zi-ana em Nga-gi-mah
- E-ĝa-ĝiš-šua
- E-ĝalga-sud (Casa que espalha o conselho por todo o lado) templo de Bau (deusa) em Iri-kug
- E-ĝeštug-Nisaba (Casa da Sabedoria de Nisaba) em Ur
- E-ĝipar em Uruk
- E-ĝiškešda-kalama (A Casa que é o vínculo da Terra) templo de Nergal em Kutha
- E-ḫamun (A Casa da Harmonia)
- E-ḫursaĝ (A Casa que é uma colina) de Shulgi em Ur
- E-ḫuš
- E-ibe-Anu, templo de Urash em Dilbat
- E-igi-kalama (Casa que é o olho da Terra) de Lugal-Marada/Ninurta em Marad
- E-igi-šu-galam
- E-igi-zi(d)-bar-ra, templo de Ningirsu, construído por Entemena
- E-igizu-uru (Casa, o teu rosto é poderoso) templo para Ninshubur em Akkil
- E-Iri-kug
- E-itida-buru
- E-kiš-nu-ĝal (Casa a enviar luz para a terra (?)) templo para Nanna em Ur
- Templo E-kug-nuna para Inanna em Uruk
- E-kur "templo da montanha" para Enlil em Nippur
- E-ku-nin-azag "templo da deusa brilhante" em Girsu
- E-maḫ (Casa grande) templo de Shara em Umma
- E-maḫ (Casa grande) templo de Ninhursanga em Adab.
- E-me-ur-ana (Casa que reúne os poderes divinos do céu) templo de Ninurta em Nippur
- E-me-urur
- E-melem-ḫuš (Casa do esplendor aterrador) templo de Nuska em Nippur
- E-mešlam, templo de Nergal
- E-mu-maḫ (Casa com um grande nome)
- E-mud-kura, em Ur
- E-muš (Casa que é o recinto) ou E-mush-kalama, templo de Lulal em Bad-tibira
- E-namtila
- E-ni-guru
- E-nin.gara
- E-ninnu (Casa dos 50), templo de Ningirsu em Lagash
- E-a-mer, o zigurate de E-ninnu
- E-freira, a abzu em Eridu
- E-nun-ana (Casa do príncipe do céu), templo de Utu em Sippar
- E-nutri
- E-puḫruma
- E-sag-il "templo que levanta a cabeça", o templo de Marduk na Babilónia, de acordo com o Enuma elish lar de todos os deuses sob o patrocínio de Marduk.
- E-sara (Cuneiforme: E2SAR.A) "Casa do Universo" dedicada a Inanna em Uruk por Ur-Nammu
- Templo E-sikil (casa pura) para Ninazu em Eshnunna
- E-sila
- E-Sirara
- E-šag-ḫula, em Kazallu
- E-šara, em Adab
- E-šeg-meše-du, em Isin
- E-šenšena, para Ninlil
- E-šerzid-guru (Casa vestida de esplendor) templo para Inanna em Zabala
- E-šu-me-ša (Casa que trata do roubo), templo de Ninurta em Nippur
- E-suga (Casa Alegre)
- E-tar-sirsir
- E-temen-anki "templo da fundação do céu e da terra", o zigurate de Marduk na Babilónia
- E-temen-ni-guru, principal zigurate de Ur
- E-tilla-maḫ
- E-Tummal (Casa Tummal), templo de Ninlil em Nippur
- E-tur-kalama
- E-uduna, construído por Amar-Suena
- E-Ulmaš, na Acádia
- E-unir (Casa do Alcance do Olhar) templo de Enki em Eridu
- E-uru-ga
- E-zagin (casa de lápis-lazúli), templo de Nisaba em Uruk
- E-zida-templo para Nabu
- E-zi-Kalam-ma, para Inanna em Zabala, construída por Hammurabi